# Lyonia fruticosa
Lyonia fruticosa là một loài thực vật có hoa trong họ Thạch nam. Loài này được (Michx.) G.S. Torr. mô tả khoa học đầu tiên năm 1916.

## Hình ảnh

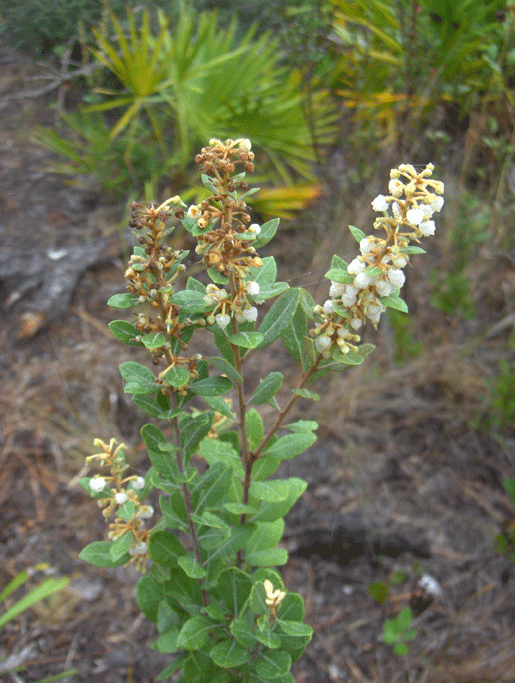
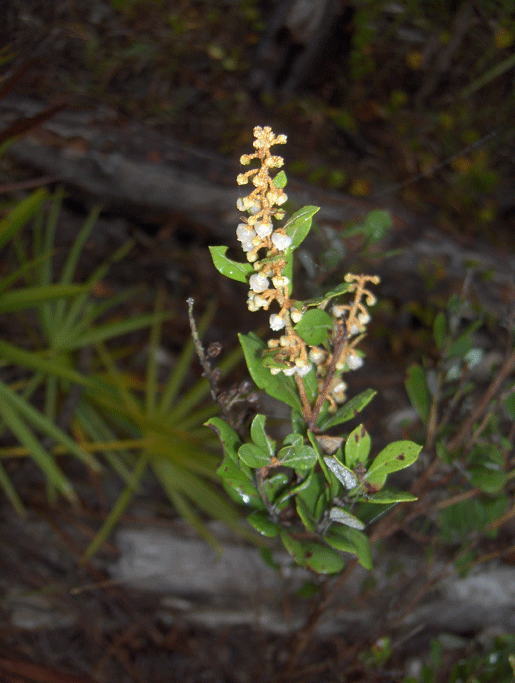
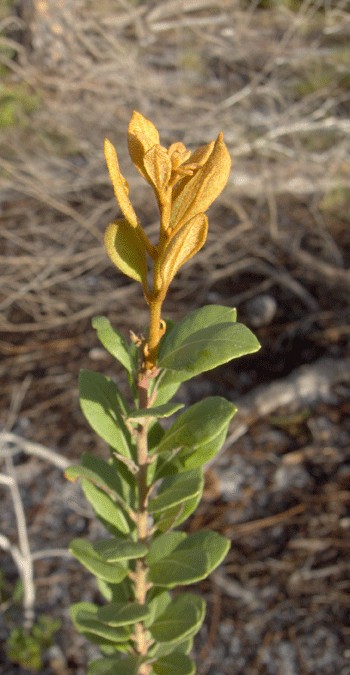
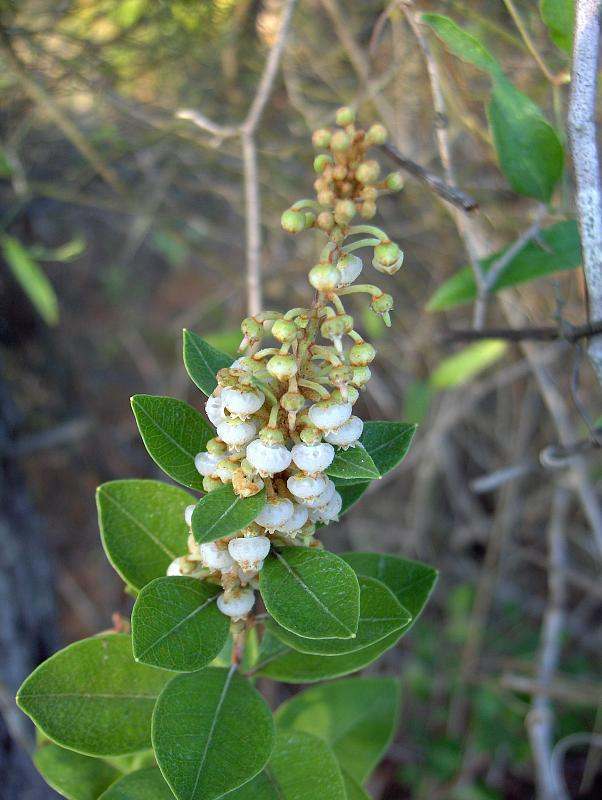